# Asia (Band)
Asia ist eine britische Rock-Supergroup, die sich 1981 aus Musikern formierte, die unter anderem bei Yes, Emerson, Lake and Palmer, Saga, King Crimson, Uriah Heep, den Buggles und UK gespielt hatten. Ihr erfolgreichster Song ist Heat of the Moment aus dem Jahr 1982.

## Geschichte

### Vorgeschichte (1980–1981)
Nach dem Niedergang des Progressive Rock zum Ende der 1970er-Jahre hatten sich die meisten namhaften Musikgruppen des Genres aufgelöst, weshalb zahlreiche Musiker plötzlich ohne eigene Band oder Plattenvertrag dastanden. Seit 1980 wurden mehrere Anläufe zur Gründung einer Supergroup unternommen. Sie wurden von Managern und Plattenfirmen vermittelt und drehten sich meist um den südafrikanischen Gitarristen und Sänger Trevor Rabin, der kurz zuvor nach London gekommen war.
Eine mögliche Neubesetzung (Lineup), die jedoch nicht zustande kam, bestand neben Rabin aus dem ehemaligen Yes-Keyboarder Rick Wakeman, dem früheren King-Crimson-, Uriah-Heep- und UK-Mitglied John Wetton sowie dem Schlagzeuger Carl Palmer von Emerson, Lake and Palmer.
John Wetton tat sich jedoch auf Anregung des Yes-Managers Brian Lane mit dem Gitarristen Steve Howe zusammen, der gerade die Zusammenarbeit mit den Progressive-Rock-Vorreitern von Yes beendet hatte. Zusammen wurden frühe Fassungen der späteren Asia-Songs Cutting It Fine, Without You und Here Comes the Feeling erarbeitet, die alle auf Ideen John Wettons beruhten. John Kalodner, damals bei Atlantic Records, hatte seit dem Ende von King Crimson versucht, etwas mit Wetton auf die Beine zu stellen. Er brachte ein Team um Wetton und Howe zusammen, das aus den Managern Brian Lane und David Geffen, (dem späteren Mitbegründer der Dreamworks-Filmstudios) bestand. Letzterer hatte soeben sein eigenes Plattenlabel Geffen Records gegründet. Zudem holte Kalodner den Queen-Produzenten Mike Stone dazu.
Zunächst probten Wetton und Howe mit dem Schlagzeuger Simon Phillips, doch die Zusammenarbeit funktionierte nicht. Zudem verlangte Phillips einen zu hohen finanziellen Anteil. Dann war der Yes-Schlagzeuger Alan White im Gespräch. Als Nächstes wandte man sich aber an den Schlagzeuger Carl Palmer, zuvor bei Emerson, Lake and Palmer und PM. Der sagte zu und regte an, noch einen Keyboarder mit in die Band zu nehmen, da er mit den 80er-Jahren eine keyboardorientierte Rockmusik kommen sah. Zunächst wurde erneut eine Beteiligung von Wakeman diskutiert, Howe schlug jedoch den Autor des Hits Video Killed the Radio Star (The Buggles, 1980), Geoff Downes vor, mit dem er kurz zuvor bei Yes zusammengearbeitet hatte. Einige Zeit lang dachte man daran, zusätzlich einen zweiten Sänger zu engagieren, und es wurde eine Reihe von Musikern eingeladen, darunter wieder Trevor Rabin, doch letztlich entschied man sich dagegen, vor allem weil Wetton den Gesang und Howe die Gitarrenarbeit nicht aufteilen wollten. Rabin hatte mit der Band die Songs Here Comes the Feeling und Starry Eyes (später Only Time Will Tell) gespielt.
Der Bandname „Asia“ geht auf einen Vorschlag Brian Lanes zurück. Zuvor hatte man an MI5, den Namen des britischen Geheimdienstes, gedacht.

### Debütalbum (1981–1982)
Das neu gegründete Label Geffens hatte Asia bereits unter Vertrag genommen, bevor man überhaupt eine einzige Note der neuen Stücke gehört hatte. Die Arbeiten begannen im Sommer 1981 in den Londoner Townhouse Studios. Von Anfang an war allen Beteiligten klar, dass man trotz der Vergangenheit der Musiker kein Progressive-Rock-Album machen wollte. Konzisere Stücke und ein einheitlicher, geschlossener Bandsound sollten die neue Band charakterisieren. Zu den Wetton/Howe-Kompositionen (Cutting It Fine, Without You, Here Comes the Feeling und One Step Closer) traten nun immer mehr Stücke, die Wetton mit Downes zusammen schrieb, darunter Wildest Dreams, Sole Survivor, Only Time Will Tell und Heat of the Moment. Mit den beiden Musikern fand sich ein sehr erfolgreiches und kreatives Songwriterteam zusammen, das in den nächsten Jahren den Output der Band bestimmen sollte. Die beiden schlossen schnell Freundschaft, etwas das Wetton mit Howe nie gelingen sollte. Auch zu Mike Stone hatten die beiden ein sehr gutes Verhältnis. Damit traten die Progressive-Rock-Elemente, für die Howe stand, in der Folge immer weiter zurück. Die Arbeiten am Debütalbum schritten schnell voran und im November 1981 waren die Aufnahmesessions abgeschlossen.
Für die Covergestaltung schlug Howe den Fantasy-Künstler Roger Dean vor, der bereits viele Cover für Yes entworfen hatte. Roger Dean entwarf ein dreieckiges Asia-Logo, das dem runden Yes-Logo so unähnlich wie möglich war. Es ziert bis heute alle offiziellen Veröffentlichungen der Band.
Unterstützt von einer groß angelegten Werbekampagne konnte sich das am 8. März 1982 veröffentlichte Debütalbum Asia trotz nicht allzu positiver Kritiken überraschend in den obersten Chartregionen platzieren. Die Single Heat of the Moment wurde zum Hit. Das Video zur Single wurde von Kevin Godley und Lol Creme (vormals bei 10cc) gedreht. Es erlaubte der Band, unterstützt vom damals noch recht neuen Musiksender MTV, auch das Fernsehen zu erobern.
Asia spielten auf dem Debütalbum bombastischen „Stadion-Rock“ mit dem Schwerpunkt auf eingängigen Melodien. Die neue Mischung fand ihr Publikum und Asia waren mit einem siebenmillionenfach (andere Quelle: neunmillionenfach) verkauften Debütalbum eine der erfolgreichsten Bands des Jahres 1982. Aus dem Album wurden sechs Singles ausgekoppelt: Heat of the Moment, Sole Survivor, Wildest Dreams, Here Comes the Feeling, Only Time Will Tell und Time Again.
Nachdem die Band im Frühjahr in Pennsylvania geprobt hatte, ging es auf Tournee. Allerdings waren die Organisatoren vom Erfolg der Band überrascht worden, sodass eine zu kurze Tour von April bis Oktober 1982 in zu kleinen Hallen gebucht worden war. Man beschloss, gegen den Willen von Wetton, Downes und Palmer, am Ende dieser Tour so schnell wie möglich wieder ins Studio zurückzukehren, um an einem noch erfolgreicheren Nachfolgealbum zu arbeiten. Im Nachhinein erwies sich diese Entscheidung allerdings als unklug.

### Alpha (1982–1983)
Manche Kritiken am ersten Album bemängelten die Glattheit der Produktion, andere bezogen sich auf die Progressive-/Bombast-Rock-Vergangenheit der vier Musiker, die sich in Songs wie Here Comes the Feeling offenbarte. Management und Plattenfirma drängten darauf, diese Progressive-Rock-Elemente auf dem Nachfolger komplett zu eliminieren und den Stil weiter in Richtung Mainstream zu verschieben. Eine Marktstudie ergab, dass die Songs des Teams Wetton/Downes (Heat of the Moment, Only Time Will Tell, Sole Survivor und Wildest Dreams) die erfolgreicheren waren, so dass man der Band vermittelte, Wetton und Downes als alleinige Songwriter für das nächste Album einzusetzen.
Diese Entscheidung sorgte für erste Spannungen in der Band: Howe fühlte sich in die zweite Reihe versetzt, während Wetton und Downes den Druck verspürten, einen noch erfolgreicheren Nachfolger für die Hitsingle Heat of the Moment zu schreiben. Aus steuerlichen Gründen arbeitete die Band nicht in England, sondern im kanadischen Morin Heights, einer Stadt in den Laurentinischen Bergen mit ca. 3500 Einwohnern. Morin Heights erwies sich als derart einsam, dass sich die Bandmitglieder bei den winterlichen Aufnahmen auf die Nerven gingen. Howe und Wetton zerstritten sich in der Folge derart, dass die beiden kaum noch zusammenarbeiten konnten: Howe wollte die progressiven Elemente des ersten Albums beibehalten, Wetton wollte in eine kommerziellere Richtung gehen und hatte dabei die Unterstützung der Plattenfirma und damit des Produzenten Mike Stone. Der Druck, den man auf ihn ausübte, ein weiteres Hitalbum zu schreiben und seine Alkoholkrankheit trugen ebenfalls nicht zum Gelingen des Albums bei: Wetton konnte an einigen Tagen nur eineinhalb Stunden lang singen, so dass die Aufnahmearbeiten oft allzu früh abgebrochen werden mussten. Zudem war Geoffrey Downes lange Zeit krank. Howe wurde am Songwriting nicht mehr beteiligt, mit der Ausnahme des Stückes Lying to Yourself, das aber lediglich als Single-B-Seite veröffentlicht wurde. Als dann noch technische Probleme dazukamen und das Studio für drei Wochen ausfiel, verließen die Bandmitglieder, die ohnehin möglichst wenig Zeit gemeinsam verbracht hatten, Kanada.
Mike Stone mischte das Album nun alleine ab, was bei den Musikern für Unzufriedenheit sorgte. Die Wall-of-Sound-Produktion Stones vereinheitlichte den Klang des Albums so stark, dass die einzelnen Instrumente längst nicht mehr so differenziert zu hören waren wie noch auf dem Debüt. Mehrere Abmischungen wurden sogar von Labelchef Geffen abgelehnt, so dass am Ende ein Kompromiss veröffentlicht wurde.
Das Album war zwar ein Erfolg, verkaufte sich aber nur etwa halb so oft wie das Debütalbum. Das Album und die Singles Don’t Cry und The Smile Has Left Your Eyes erreichten erst nach dem Ende der Asian-Invasion-Tour am 10. September 1983 Spitzenplätze in den Charts.
Diese Tour startete in den Vereinigten Staaten im Sommer 1983 noch vor der Veröffentlichung des neuen Albums. Viele Hallen waren in Städten gebucht, in denen die Band bereits zuvor gespielt hatte, so dass die Ticketverkäufe nur schleppend anliefen. So wurden beispielsweise in Toledo im Bundesstaat Ohio nur 2500 Karten für eine Halle von 15000 Plätzen verkauft. Also wurde die zweite Hälfte der Tour abgesagt. Aufgrund dieses Missmanagements konnte die Band viele Hallen nur halb ausverkaufen. Das Ausbleiben des großen Erfolgs und die schwierigen Aufnahmesessions führten zu weiterem Zoff in der Band. Die Musiker reisten getrennt und sprachen kaum noch miteinander. Nach einigen Wochen hatte sich besonders das Verhältnis zwischen Wetton und Howe weiter verschlechtert.

### Asia in Asia (Winter 1983)
Wetton ging danach nach Südfrankreich in Urlaub und erschien nicht zu einem Meeting mit Kalodner und Geffen. Von dort aus rief er Geoffrey Downes an, um mit ihm Einzelheiten zum nächsten Album zu besprechen, und erfuhr von diesem, dass Brian Lane ihn ersetzen wollte. Am nächsten Tag noch reiste Wetton nach London, wo man ihm eröffnete, dass die Band, vor allem Howe und Palmer, aber auch Management und Plattenfirma sich tatsächlich von ihm trennen wollten. Die Begründung war der Misserfolg des zweiten Albums, für den man den Songwriter Wetton und seine Alkoholkrankheit verantwortlich machte. Gleichzeitig wollten aber weder Lane noch Geffen Wetton gehen lassen – ein lukratives Angebot von Atlantic Records musste er ausschlagen.
In dieser Situation musste schnell Ersatz für Wetton gefunden werden. Man dachte zunächst an Brad Delp von Boston, und sogar Trevor Horn, Downes’ ehemaliger Partner bei den Buggles, war im Gespräch. Letztlich einigte man sich dann aber auf Palmers ehemaligen ELP-Mitstreiter Greg Lake, ein Gedanke, der aufgrund stimmlicher Ähnlichkeiten zu Wetton ohnehin nahelag. Palmer kontaktierte ihn und Lake sagte zu, nachdem er ein Gespräch mit seinem Freund Wetton geführt hatte.
Für Dezember waren bereits Konzerte in Japan gebucht worden, zu denen eine weltweite Live-Übertragung eines Konzerts vom 6. Dezember in Tokio durch den Fernsehsender MTV gehörte. Im Sommer waren dafür Werbespots sowie eine Dokumentation gedreht, in denen John Wetton bereits kaum zu sehen gewesen war. Lake bestritt die Tour mit Hilfe eines Teleprompters. Die Songs mussten um eine Terz tiefer transponiert werden, um sie seiner Stimme anzupassen. Kurz nach den Konzerten erschienen unter dem Titel Asia in Asia eine Videokassette und eine Laser Disc mit dem MTV-Mitschnitt. Erst 2005 folgte unter dem Titel Enso Kai – Live at the Budokan Tokyo der Audiomitschnitt. Lake wollte den musikalischen Stil der Band in eine anspruchsvollere Richtung lenken, was aber von den anderen Musikern abgelehnt wurde. An Weihnachten war klar, dass er nicht bei Asia bleiben würde.

### Astra und die Auflösung der Band (Winter 1983–1985)
In der Zwischenzeit hatte Wetton mit der Arbeit an einem Soloalbum begonnen. Im Januar 1984 entschieden Management und Plattenfirma dann, dass er zur Band zurückkehren sollte. Auch Downes und Palmer waren dafür. Wetton sagte zu, wenn auch zunächst zögernd. Er begann, neue Songs in Zusammenarbeit mit Downes zu schreiben. Im April ging die Band ins Studio, um erste Demos aufzunehmen. Nach einiger Zeit machte Wetton dann deutlich, dass er mit Howe nicht mehr zusammenarbeiten könne. Da man Wetton erst in die Band zurückgeholt hatte, war klar, dass Howe gehen musste. Er verließ Asia und gründete, zusammen mit dem ehemaligen Genesis-Gitarristen Steve Hackett, daraufhin die Band GTR um progressive, gitarrenbetonte Rockmusik zu machen.
Ein Ersatz für Howe war schwer zu finden. Zunächst dachte man darüber nach, jemanden wie Jeff Beck oder David Gilmour als Sessiongitarristen zu engagieren. Auch beim Magnum-Gitarristen Robin George wurde angefragt. Letztlich schlug Geffen Records den Schweizer Armand „Mandy“ Meyer (ehemals Krokus) vor, der durch die Vermittlung Kalodners schließlich neues Bandmitglied wurde.
Ebenso schwierig war es, sich auf einen Produzenten zu einigen. Zunächst dachte man an Martin Rushent, der zuvor Joy Division, XTC und The Stranglers produziert hatte. Dieser sagte jedoch ab, da er mit einem Human-League-Album beschäftigt war. Schließlich einigte man sich erneut auf Mike Stone – eine Entscheidung, die bei der Band durchaus umstritten war.
Die Band nahm in der Folge zehn von 25 vorbereiteten Songs für das nächste Album auf. Die Aufnahmen nahmen vier Monate länger in Anspruch als vorgesehen und Mike Stone, der bereits für andere Projekte zugesagt hatte, verließ das Team frustriert. Für eine Weile übernahm Downes dessen Aufgaben, bis mit Greg Ladanyi jemand gefunden war, der das Album endgültig abmischen sollte. Dieser Mix stellte sich jedoch als vollkommen ungeeignet heraus. So wurde Mike Stone, der seine anderen Projekte mittlerweile beendet hatte, zurückgeholt. Er sollte gemeinsam mit Downes die Arbeiten an dem zunächst Arcadia genannten Album beenden. Das gesamte Projekt hatte bis zu seiner Veröffentlichung am 15. November 1985 fast zwei Jahre in Anspruch genommen.
In letzter Minute musste der Titel des Albums, für dessen Cover erneut Roger Dean verantwortlich zeichnete, in Astra geändert werden, da ein Duran-Duran-Ableger sich und seinem Debütalbum den Namen Arcadia geben wollte.
Das Album enthält einige sehr eingängige Stücke und wird von einigen Kritikern als bestes Album der frühen Asia bezeichnet. Es hatte jedoch keinen nennenswerten Erfolg mehr. Auch mit Hilfe eines aufwändigen Videos, das die Geschichte eines Roboters namens Aza erzählte, die in späteren Videos weitergeführt werden sollte, kam die Single Go nur auf Platz 46 in den US-amerikanischen Charts, dem mittlerweile wichtigsten Markt für Asia. Astra selbst erreichte lediglich Platz 67. Auch eine nur in Japan veröffentlichte Compilation-EP namens Aurora half den Plattenverkäufen nur wenig. Die geplante Tour zu Astra kam daher nie zustande, woraufhin die Band auseinanderfiel.

### Nach der Auflösung (1986–1987)
Wetton und Palmer spielten mit Phil Manzanera, Robin George und Don Airey im Juni 1986 zwei Konzerte als „John Wetton & Friends“ im Londoner Marquee Club, wobei auch einige Asia-Stücke gespielt wurden. Das wurde von einigen Fans als Versuch angesehen, Asia wiederzubeleben, war von beiden aber nie so gedacht gewesen. 1987 rief Palmer dann nach einem gescheiterten Versuch von Palmers Manager Brian Lane, Emerson, Lake and Palmer wieder zusammenzubringen, mit Keith Emerson die Band Three ins Leben.
1987 erschienen Soloalben von Wetton (Wetton/Manzanera) und Downes (The Light Program). Ein weiteres Projekt mit alleiniger Beteiligung Wettons trug allerdings den Namen „Asia“: für den Soundtrack zu Sylvester Stallones Film Over the Top engagierte der Songwriter und Produzent Giorgio Moroder Wetton, um Gypsy Soul und Winner Takes It All einzusingen. Diese Songs firmierten in der Folge als Beiträge der Band Asia.

### Neustartversuche (1987–1989)
Gleichzeitig schrieben Wetton und Downes weiterhin Lieder zusammen, meist Balladen, allerdings ohne ein neues Projekt ins Auge zu fassen.
Nach dem Debütalbum von 1986 produzierte Downes 1987 auch das zweite, bis heute unveröffentlichte Album von Steve Howes Band GTR. Mit Max Bacon, dem GTR-Sänger, arbeitete danach zunächst John Wetton zusammen, als beide sich, durch die Vermittlung des „Metal Hammer“-Mitbegründers und „Phenomena“-Co-Produzenten Wilfried F. Rimensberger an Tom und Mel Galleys Rockmusik-Projekt beteiligten. Dort lernte Wetton auch den Schlagzeuger Michael Sturgis und den Gitarristen Scott Gorham (Thin Lizzy) kennen.
Noch 1987 kam es dann zu einem ersten Wiedervereinigungsversuch. Downes und Wetton fingen an, mit Sturgis und Gorham alte Asia-Stücke einzuüben. Doch ein Plattenvertrag mit EG oder Capitol kam nicht zustande. Nur JVC Japan wollte die Band unter Vertrag nehmen. Da die Band jedoch ein eventuelles nächstes Album weltweit erscheinen lassen wollte, verließ Wetton die Band. Später erschien von dieser Besetzung lediglich das Stück Summer (Can't Last Too Long), auf dem Sampler Then and Now (1990) sowie ein Demo des Songs Kari-Anne auf dem Sampler Wetton/Downes von 2001. Der Song Boys from Diamond City, der ebenfalls in dieser Zeit entstanden war, wurde von Wetton eingesungen. Später würde auf dem Asia-Raritäten-Album Archiva 1 allerdings eine Version mit John Payne veröffentlicht werden. Geoff Downes arbeitete mit ihm nach dem Weggang Wettons im Rahmen seines nun folgenden Rain-Projekts zusammen, das aus der gescheiterten Asia-Reunion hervorgegangen war:
Downes, Sturgis und Gorham hatten sich auf Anregung John Kalodners mit Phil Spalding, dem ehemaligen Bassisten, und Max Bacon, dem ehemaligen Sänger von GTR zusammengetan, um Songs für ein Projekt namens Rain zu schreiben. Ebenfalls beteiligt war Songwriter Johnny Warman sowie ab Anfang 1988 der Sänger und Bassist John Payne, den Downes durch Spalding kennengelernt hatte. Während dieser Sessions entstanden zahlreiche Songs, die sowohl von Bacon, als auch, später, von Payne eingesungen wurden. Sie wurden zum Teil erst Jahre später auf Alben von Downes, Bacon und Asia veröffentlicht. Zu den später auch von Asia gespielten Stücken gehörten Who Will Stop the Rain?, nach dem das Projekt benannt war, und Someday, die in den von Bacon eingesungenen Versionen auf Bacons Soloalbum From the Banks of the River Irwell (2002) veröffentlicht sind (Ersteres als Who Can Stop the Rain). Überarbeitete und von Payne gesungene Versionen sind auf dem Asia-Album Aqua (1992) erschienen. Boys from Diamond City (mit Sturgis und Gorham, dieses Stücke war noch vom vorherigen Asia-Neustartversuch übrig geblieben, und wurde nach Wetton sowohl von Bacon als auch von Payne eingesungen), Tears, Moon Under (the) Water (sowohl von Bacon als auch von Payne eingesungen), Satellite Blues (sowohl von Warman als auch von Payne eingesungen) und The Higher You Climb (mit Sturgis und Gorham, zunächst gesungen von Bacon) wurden 1996 auf den Asia-Raritäten-Alben Archiva 1 und Archiva 2 veröffentlicht.
Downes wandte sich nun einem neuen Projekt zu, das ihn mit dem ehemaligen King-Crimson-Schlagzeuger Michael Giles und dem früheren Asia-Sänger Greg Lake zusammenbrachte. Die einjährige Zusammenarbeit unter dem Projektnamen Ride the Tiger erbrachte acht neue Songs, die allerdings bis heute teilweise unveröffentlicht geblieben sind. Von diesen Songs ist Love Under Fire, von John Payne eingesungen, auf dem Asia-Album Aqua zu finden. Eine frühe Version des Stückes mit Lakes Gesang ist später auf From the Beginning. The Greg Lake Retrospective veröffentlicht worden.
Ende 1989, vier Jahre nach der Veröffentlichung von Astra, reformierten Palmer und Wetton Asia. Sie tourten mit John Young (Keyboards, ex-Uli Jon Roth) und Alan Darby (Gitarre, zuvor Cado Belle, Fashion) und den Background-Sängerinnen Zoe Nicholas und Susie Webb zusammen mit der englischen Band It Bites für kurze Zeit im Vorprogramm der Beach Boys. Da Palmer und Wetton wieder Geschmack am Projekt Asia gefunden hatten, verlängerten sie die Tour um zwei Monate. In dieser Zeit spielten sie in kleinen Hallen und Diskotheken in Deutschland. Kurzzeitig schien eine Beteiligung von Geoff Downes möglich. Letztlich musste aber erneut Young einspringen, weil Downes zu dieser Zeit mit dem Ride-the-Tiger-Projekt beschäftigt war. Alan Darby wurde allerdings durch den Deutschen Holger Larisch ersetzt. Während dieser Konzerte wurde ein neues Asia-Stück namens Kari-Anne vorgestellt. Die positive Resonanz des Publikums ermutigte Wetton und Palmer, ein großes Comeback anzugehen. Geoffrey Downes wurde in die Band zurückgeholt.

### Der Sampler Then and Now und Asia Live in MOCKBA (Wetton, Downes, Palmer, Thrall, 1990)
Im Sommer 1990 sollte auf Geffen der Sampler Then and Now erscheinen. Die Plattenfirma kontaktierte Wetton mit der Frage, ob er Interesse hätte, neues Material zu diesem Sampler beizusteuern. Man entschied sich für ein Überbleibsel der Astra-Sessions: für Am I in Love, für Summer (Can't Last Too Long), das 1987 mit Michael Sturgis und Scott Gorham entstanden war, für Days Like These von dem amerikanischen Musiker Steve Jones und für Prayin' 4 a Miracle, das Wetton mit seinem Freund, dem Ex-Teenie-Star David Cassidy geschrieben hatte. Verschiedene Gitarristen spielten die Songs ein, darunter Steve Lukather von Toto. Als ständigen Gitarristen holten Wetton, Palmer und Downes nun auf Anregung John Kalodners Pat Thrall in die Band, der zuvor bei Meat Loaf und Pat Travers gespielt hatte. Wetton hatte ihn bei seiner Mitarbeit am Phenomena-Projekt kennengelernt. In dieser Besetzung ging die Band auf Tour. Das erste Konzert fand am 17. Juni 1990 in Ost-Berlin statt. Ein Konzert vom 23. Juni in Nottingham wurde später als Video veröffentlicht.
Einen Monat später, am 28. Juli, erschien Then and Now – mit geringem Erfolg. Das Album erreichte in den USA nur Platz 117. Auch die Single Days Like These, die zunächst Platz eins in der AOR-Sparte der US-amerikanischen Charts erreicht hatte, floppte – sie schaffte insgesamt nur Platz 64. Ein Video zu Days Like These, das zuvor gedreht worden war, wurde nie veröffentlicht.
Während die Tour im August in die USA und im September nach Japan weiterzog, arbeiteten die Musiker an neuen Songs, von denen allerdings keiner je auf einem Asia-Album erschien. Eine anschließende USA-Tour als Support-Band von The Moody Blues und Fleetwood Mac kam nicht zustande, weil keine der beiden Bands Asia im Vorprogramm haben wollte. Einen Triumph konnte die Band jedoch am 17. und 18. November 1990 in der Moskauer Olympiahalle vor 20.000 begeisterten Zuschauern feiern. Das Konzert wurde unter dem Titel Asia Live in MOCKBA veröffentlicht. In Moskau wurde auch ein Video zu Prayin' 4 a Miracle gedreht, das als Nachfolgesingle zu Days Like These vorgesehen war. Angesichts des mangelnden Erfolges von Album und Single wurde aber auch dieses nie veröffentlicht. Prayin' 4 a Miracle wurde, bereits gepresst, von Geffen zurückgezogen.
Im Dezember tourte die Band dann durch Deutschland und Österreich. Angesichts des ausbleibenden Erfolgs von Album und Single verloren die Bandmitglieder allerdings die Lust an Asia. Eine abschließende Südamerika-Tour war für alle Beteiligten, vor allem aber für Wetton, nur noch Pflichterfüllung. Nach der Rückkehr nach England verließen er und Palmer die Band endgültig. Wetton konzentrierte sich auf seine Solokarriere, Palmer hatte die Gelegenheit ergriffen, ELP zu reformieren.

### Neustart mitAqua(1991–1993)
Nach dem unrühmlichen Ende der letzten Tour im April 1991 entschloss sich Geoff Downes dazu, mit der Unterstützung von Sir Henry Cowell und des ARC-Managements, Asia mit einem anderen Konzept rundzuerneuern. Zunächst überlegte er, Pat Thrall für eine neue Besetzung zu gewinnen, doch dieser war schon wieder in die USA zurückgekehrt. Wetton lehnte ab, zu groß war die Frustration gegen Ende der letzten Tour gewesen. Außerdem kam er mit Cowell nicht zurecht. Downes tat sich daraufhin mit dem Bassisten und Sänger John Payne zusammen, den er zuvor bei den Rain-Sessions kennengelernt hatte. Gemeinsam schrieben sie erste Songs für ein neues Asia-Album.
Downes war darauf bedacht, die Band nicht in die Nostalgie-Ecke geraten zu lassen, und wollte einige jüngere Musiker in die Band aufnehmen. Er wollte den Generationswechsel jedoch möglichst nicht abrupt vollziehen, um so wenige Anhänger der alten Besetzung wie möglich zu verprellen. Denn da vom alten Lineup lediglich Downes selbst übriggeblieben war und nicht nur Sänger John Wetton ersetzt, sondern auch ein neuer Schlagzeuger und ein neuer Gitarrist gefunden werden mussten, stand er vor dem Problem, eine neue Band überhaupt glaubwürdig als Asia vorstellen und vermarkten zu können. Er sicherte sich daher die Mitarbeit von Carl Palmer und Steve Howe als Gastmusiker. Beide waren zwar nicht begeistert, wieder für Asia zu spielen, da sie zur gleichen Zeit an anderen Projekten arbeiteten (Palmer nahm mit den reformierten Emerson, Lake and Palmer das Comeback-Album Black Moon auf, Howe arbeitete an dem Yes-Album Union sowie an seinem Solo-Album Turbulence), willigten jedoch ein, die neuen Asia zu unterstützen. Das sollte nicht nur den Fans den Besetzungswechsel erleichtern, es würde auch für die Verkaufszahlen des Albums förderlich sein. Palmer überschrieb seinem Freund Downes zudem seine Rechte an dem Namen „Asia“, um diesem einen problemlosen Neustart mit Aqua zu ermöglichen, da abzusehen war, dass zumindest Wetton sonst gerichtlich gegen die Weiterbenutzung des Bandnamens durch lediglich ein einziges Gründungsmitglied vorgehen würde.
Neben Downes, Payne, Howe und Palmer waren am neuen Asia-Album der Heavy-Metal-Gitarrist Al Pitrelli (ehemals Alice Cooper) und die Schlagzeuger Simon Phillips (der in den Anfangstagen Asias bereits als Schlagzeuger der Band gehandelt worden war), Nigel Glockler (von Howes ehemaliger Band GTR) und Michael Sturgis, der bereits 1987 kurzzeitig zu Asia gehört hatte, beteiligt.
Die Arbeiten an Aqua wurden ab Juni 1991 aufgenommen. Zunächst entstanden fünf, sechs neue Songs, die vier oder fünf Rain- und Ride-the-Tiger-Stücke ergänzten. Bis zum Oktober entstanden die restlichen Songs, die dann im Winter aufgenommen wurden.
Das Album erschien am 10. März 1992 in Japan (bei Warner Music Japan), wo es schnell Platz 1 in den Charts erreichte. In Europa wurde es am 8. Juni (bei Musidisc), in den USA (dort ohne den Song Little Rich Boy) am 22. Juli (bei Great Pyramid) veröffentlicht. Das Cover gestaltete der Fantasy-Künstler Rodney Matthews.
Allerdings blieb Japan das einzige Land, in dem sich das Album gut verkaufte (dort allein 60.000-mal). Die erste Single war Who Will Stop the Rain?, für die sogar ein Video geplant war, doch es stellte sich heraus, dass die Plattenfirma Great Pyramid sich die Dreharbeiten nicht leisten konnte. Stattdessen sicherte ARC die Verwendung des Stückes Lay Down Your Arms in dem Film Freddie as F. R. 0. 7/Freddie, der Superfrosch, dem bis dahin teuersten britischen Animationsfilm.
Für eine Tournee musste ein neues Lineup zusammengestellt werden. Downes, Payne und Cowell holten den Gitarristen Vinny Burns in die Band, der zuvor in der Rockband Dare des ehemaligen Thin-Lizzy-Musikers Darren Wharton gespielt hatte. Da Palmer nicht zur Verfügung stand und Sturgis mittlerweile bei 21 Guns spielte, engagierten sie Trevor Thornton als Schlagzeuger. Als Special Guest ging Steve Howe mit auf die Tournee.
Am 30. Mai 1992 startete die Aqua-Tour in England. Sie zog weiter nach Japan, zurück nach England, dann weiter nach Europa, die USA und Kanada, wo sie im Februar 1993 endete. Hatte es auf der Tour noch so ausgesehen, dass die vier Bandmitglieder zusammenbleiben würden, wurde gegen Ende klar, dass Downes und Payne Asia als ihr alleiniges Projekt ansahen. Daraufhin verließ Burns die Band. Er wurde für einige Festival-Auftritte durch Keith More von der Progressive-Rock-Band Arena ersetzt. Danach gingen auch er und Thornton.
Am Ende der Tournee hatte sich herausgestellt, dass die neue Bandphase einigermaßen erfolgreich angelaufen war: Aqua hatte sich in etwa so gut verkauft wie Astra oder Then and Now und die Tour, obwohl hauptsächlich in kleinen Hallen, war gut besucht gewesen. Ein Wermutstropfen waren allerdings die Äußerungen John Wettons, der vielen Fans des alten Lineups aus der Seele sprach, als er die neue Band öffentlich nicht als Asia akzeptierte.

### Aria (1993–1994)
Nach dem Ende der Aqua-Tour wechselten Downes und Payne das Management. Harry Cowell hatte neue Projekte im Sinn, und Asia wechselten zu Huge & Jolly.
Im November 1993 kehrten Downes und Payne ins Studio zurück. Nachdem Aqua Stücke aus verschiedenen Jahren, von sieben verschiedenen Autoren und verschiedenen Besetzungen enthalten hatte, sollte das neue Album das eigentliche erste Album der neuen Asia-Besetzung werden. Die Songs wurden nun speziell auf Paynes Stimme zugeschnitten. Die meisten Stücke entstanden innerhalb eines Monats. Nur wenige Songs waren bereits früher geschrieben worden, darunter Desire, Aria und Military Man. Desire und Aria gehen wie bereits einige Songs von Aqua auf die Zusammenarbeit Paynes mit dem Keyboarder Andy Nye in Paynes Band The Passion zurück.
Für die Aufnahmen mussten erneut Musiker gesucht werden. Da Al Pitrelli lediglich aus terminlichen Gründen für die Aqua-Tour nicht zur Verfügung gestanden hatte, wandte man sich an ihn, und er sagte seine Mitarbeit zu. Als Schlagzeuger hatte man zunächst den Level-42-Schlagzeuger Gary Husband im Auge, doch die Zusammenarbeit verlief nicht zufriedenstellend, und man entschied sich, Michael Sturgis zurückzuholen. Ende 1993 stieß er für drei Tage zur Band dazu und spielte in den Maison Rouge-Studios (die häufig von Jethro Tull benutzt worden waren) seine Schlagzeugtracks ein. Danach wechselten Downes, Payne und der Toningenieur Andy Reilly in die Parkgate Studios nach Hastings, um Pitrellis Beiträge aufzunehmen.
Für das Cover konnte Geoff Downes erneut Roger Dean gewinnen. Er gestaltete eine surreale Landschaft mit überhängenden Felsen, Brücken und Pagoden.
Das fertige Album war, gewissermaßen zufällig, ein Konzeptalbum geworden: Es hatte sich während der Aufnahmen nach und nach herausgestellt, dass die einzelnen Stücke wichtige Phasen im Leben eines Menschen thematisierten, daher wurden sie so angeordnet, dass sie diese Phasen in chronologischer Ordnung repräsentieren konnten, von Anytime, einer Kindheitserinnerung, bis hin zu Aria, das für den Tod steht.
Einige Stücke der Aria-Sessions kamen nicht auf das Album, wurden aber 1996 auf den Archiv-Kompilationen Archiva 1 und Archiva 2 veröffentlicht: A. L. O. (Asiatic Light Orchestra), das eigentlich Quest for the Key hieß und von Payne und Andy Nye ursprünglich 1989 für ein Electric-Light-Orchestra-Projekt geschrieben wurde, sowie Reality (Downes/Payne).
Aria wurde am 31. Mai 1994 in Europa (beim Bullet Proof Label) und in Japan (bei Warner Music Japan) veröffentlicht. Allerdings hatte in den USA keine Plattenfirma ein Interesse daran, das Album zu veröffentlichen. Ohne Howe, Palmer oder Wetton war das erwartete Interesse des Publikums genauso gering wie das tatsächliche. Auch ein Musikvideo zur Single Anytime half nicht, die Platte in die Charts zu bringen.
Anfang Juni 1994 begannen die Vorbereitungen für eine Japan-Tournee (15. bis 21. Juni, vier Konzerte). Asia tourte in der Besetzung Downes, Payne, Stugis, Pitrelli. Eine weitere Tour kam jedoch nicht zustande und die Band tat sich schwer, weitere Konzerte zu organisieren. Nach vier Auftritten in Deutschland im Oktober war die Aria-Tour beendet, sie hatte lediglich 13 Konzerte umfasst. Angesichts des mangelnden Erfolges war Pitrelli im August aus finanziellen Gründen ausgestiegen, Downes hatte ihn für die letzten Konzerte kurzfristig durch Aziz Ibrahim ersetzt, einen Gitarristen pakistanischer Abstammung, der zuvor bei Simply Red gespielt hatte.
Aufgrund des katastrophalen Tourverlaufs nahmen englische und amerikanische Promoter Abstand von Asia. Das einzige Englandkonzert fiel aus, weil die Band sich weigerte, aufzutreten, wenn das Konzert nicht beworben würde. Daraufhin trennte sich die Band von ihrem Management.

### Arena (1994–1996)
Zurück in England wechselten Downes und Payne auch das Studio. Sie verließen die Parkgate Studios, in denen Aria aufgenommen worden war, und brachten ihre Ausrüstung nach Chelsea, in das Joe's-Garage-Studio. Während sie an neuen Songs arbeiteten, versammelten Downes und Payne erneut andere Musiker um sich und Ibrahim. Zunächst wandte sich Downes erneut an Steve Howe, dessen Beitrag Ginger wurde allerdings zu spät fertiggestellt, um ihn noch auf dem Album unterzubringen. Als Downes einem Toningenieur gegenüber den Namen des ehemaligen Steely-Dan-Mitglieds Elliott Randall erwähnte, stellte dieser den Kontakt zu dem Gitarristen her. Daraufhin stieß Randall ebenso zur Band dazu wie Sturgis, der nach einem Engagement bei Andy Powell und Wishbone Ash wieder zu Asia zurückkehrte. Sturgis’ Rhythmusarbeit wurde von dem bekannten Perkussionisten Luis Jardim ergänzt, den Downes aus seiner Zeit mit Tina Charles kannte. Auch Carl Palmer wollte man als Gastmusiker gewinnen, er sollte den Song The Smoke that thunders einspielen, der zu den ersten Demos für Arena gehörte. Doch Palmers Terminplan ließ eine Zusammenarbeit nicht zu und der Song erschien nicht auf dem Album. Palmers Drumtrack wurde allerdings von Downes und Payne gesampelt, und The Smoke That Thunders wurde 1996 auf der Archiv-Kompilation Archiva 2 veröffentlicht. Kurzfristig stieß noch der japanische Star Tomoyasu Hotei dazu, der die Plattenverkäufe in Japan fördern sollte (er ist auf dem Song Into the Arena zu hören).
Für das neue Album erweiterten Downes und Payne die stilistische Breite der Band. Progressive Elemente wurden ebenso integriert (The Day Before the War, U Bring Me Down) wie Reggae (Two Sides of the Moon). Allerdings ergaben sich größere Schwierigkeiten, als der Veröffentlichungstermin für das Album, das nun den Titel Arena tragen sollte, näherrückte. Die letzte Abmischung konnte nicht mehr so akribisch vorgenommen werden, wie die Musiker das gewohnt waren. Dennoch waren Downes und Payne am Ende mit dem Album zufrieden. Als Coverkünstler gewannen sie erneut Rodney Matthews.
Arena erschien am 17. Februar 1996 auf Warner Music Japan, Music for Nations folgte mit der europäischen Veröffentlichung am 4. März. Auch dieses Album ist nie in den USA erschienen. Eine geplante Tour im Sommer zusammen mit Jethro Tull fiel aus, als Emerson, Lake and Palmer Asias Platz einnahmen. Daher wurde das Arena-Album nie live promotet.
Viele Stücke der Arena-Sessions kamen nicht auf das Album, wurden aber 1996 auf den Archiv-Kompilationen Archiva 1 und Archiva 2 veröffentlicht: We Fall Apart (Downes/Payne), I Can't Wait a Lifetime (Payne/Nye), das bereits ein Kandidat für Aqua gewesen war, Ginger (Downes/Payne/Howe), Don't Come to Me (Schwartz), das aus dem Jahr 1988 stammt und 1995 von Downes und Payne aufgenommen wurde, The Smoke That Thunders (Downes/Payne/Palmer), ein Demo mit einem gesampelten Schlagzeugtrack von Carl Palmer, Showdown (Jeff Lynne), That Season (Downes/Payne), Can't Tell These Walls (Payne/Nye) und Right to Cry (Downes/Payne).

### Archiva 1, Archiva 2, Anthology und die Official Bootleg Series (1995–1997)
Über die Weihnachtsfeiertage 1995 hatte ein Wasserrohrbruch in Asias Clapham Studios Instrumente und Mischpulte im Wert von mehreren tausend Pfund zerstört oder unbrauchbar gemacht. Da die Versicherung auf dem Standpunkt beharrte, alles werde wieder funktionieren, wenn die Geräte getrocknet seien, mussten sich Downes und Payne zusätzlich zu der Suche nach einem neuen Studio eine Möglichkeit überlegen, den finanziellen Verlust wettzumachen. Sie entschieden sich schnell für die Loco-Studios in Südwales, die sie kauften. Downes hatte zu diesem Zeitpunkt die Möglichkeit, seine Soloalben auf dem englischen Label Voiceprint wiederzuveröffentlichen; der Firmenchef Rob Ayling schlug ihm daraufhin vor, zusätzlich unveröffentlichtes Asia-Material herauszubringen. Downes und Payne sahen eine Möglichkeit, das verlorene Geld wieder hereinzuholen und willigten ein. Daraufhin erschienen noch im Juni 1996 die beiden Kompilationen Archiva 1 und Archiva 2, die Material enthielten, das es nicht auf die Studioalben Aqua, Aria und Arena geschafft hatte. Ergänzt wurden diese Songs durch einige Stücke der 1987er-Besetzung mit Sturgis und Gorham, durch einige Rain-Songs (Tears, The Higher You Climb) sowie durch Musik, die Payne 1987 ursprünglich für seine Band The Passion (Love Like the Video) bzw. für ein von Bev Bevan ins Leben gerufenes neues Electric-Light-Orchestra-Lineup vorgesehen hatte, an dem auch Jim Steinman beteiligt gewesen war, das jedoch an gerichtlichen Interventionen Jeff Lynnes gescheitert war (Quest for the Key/Asiatic Light Orchestra). Neben den zahlreichen Besetzungen um Downes und Payne sind auch Steve Howe und Carl Palmer auf den Archiva-Alben zu hören.
Danach wandten sich Downes und Payne der Filmmusik zu. Zunächst schrieben sie Musik für den David-Attenborough-Film Salmon: Against the Tide, ein geplantes Projekt für ein Sony-PlayStation-Spiel kam dagegen nicht zustande. Die für beide Projekte entstandene Musik wurde später auf dem Compilation-Album Rare (Voiceprint 1999) veröffentlicht.
Im September trat Stuart Watson von MCA/Geffen an Downes und Payne mit dem Vorschlag heran, ein weiteres Best-of-Album zu produzieren. Da die Veröffentlichung von Then and Now bereits sieben Jahre zurücklag, sagten die beiden zu. Da John Wetton gerichtlich intervenierte, konnten die Originalaufnahmen aus der Wetton-Ära allerdings nicht verwendet werden, deshalb mussten Only Time Will Tell, Don't Cry, The Heat Goes On, Go, Heat of the Moment und Time Again neu eingespielt werden. Das sorgte bei der Band wie bei den Fans gleichermaßen für Unmut, den auch eine Coverversion von GTRs The Hunter und ein neues Stück namens Different World nicht aus der Welt schaffen konnten. Anthology erschien am 25. Juni 1997 gezwungenermaßen auf dem japanischen Independent-Label DML und am ersten Dezember in Europa bei Snapper Records.
Aufgrund des Erfolges der Archiva-Alben schlug Ayling vor, eine Reihe von Live-Aufnahmen zu veröffentlichen. Downes und Payne ergriffen diese Chance, Geld für ein eventuelles neues Studioalbum zu verdienen, und wählten vier Konzerte aus Nottingham (1990), Osaka (1992), Philadelphia (1992) und Köln (1994) aus. Die Aufnahmen wurden unter dem Reihentitel Official Bootleg Series von April bis Juli 1997 auf den Markt gebracht. Diesem Titel entsprechend enthielten sie überarbeitete Bootlegs, also unerlaubte Mitschnitte minderer Qualität, die Fans gemacht hatten. Auf diese Weise wollten Asia dem wachsenden Bootleg-Markt entgegentreten.
Kurz danach erschien auf dem Cameo-Label eine weitere Best-of-Kompilation, sie trug den Titel Asia: Greatest Hits Live.

### Die Jahre 1997 und 1998
Daraufhin zogen sich Downes und Payne nach Wales zurück, um die Arbeiten an ihrem nächsten Studioalbum aufzunehmen. Während dieses und des folgenden Jahres war von der Band allerdings nicht viel zu hören. 1997 spielten Payne und Downes ein einziges Konzert, unplugged auf dem Progressive Rock Festival in Bruchsal, als Co-Headliner mit Saga (20./21. September). Die Bekanntschaft Downes’ mit dem Saga-Gitarristen Ian Crichton erneuerte sich und weitete sich in den folgenden Monaten zu einer Zusammenarbeit aus. In der Zwischenzeit verhandelten Downes und Payne mit Snapper Records über die Wiederveröffentlichungen von Aqua, Aria  und Arena, die dann im März 1998 auf den Markt kamen (einschließlich einiger Bonustracks von den Archiva-Alben).
Im selben Monat begannen dann die Arbeiten mit Crichton. Bis dieser Ende April mit Saga auf Tournee ging, wurden einige Stunden gemeinsam geschriebener Musik aufgenommen. Für den Sommer wurde sogar mit einem Promoter über einige Konzerte in den USA verhandelt, die Crichton einbezogen hätten, aber die Zeit bis zu den geplanten Terminen erwies sich als zu knapp und die Konzerte mussten abgesagt werden. Probleme, die Terminkalender der drei Musiker zu koordinieren, führten dann dazu, dass die für Sommer bzw. Herbst geplante weitere Zusammenarbeit mit Crichton nicht mehr zustande kam. Asia traten im Dezember ein weiteres Mal auf, bei einer Wohltätigkeitsveranstaltung im Newport Centre in Wales.

### Wiedervereinigungsversuch (1998–1999)
Im Juli 1998 ergaben sich dann unerwartet neue Kontakte zwischen Downes und Wetton, der in der Zwischenzeit seine Solokarriere verfolgt hatte. Die beiden beschlossen, gemeinsam neue Projekte anzugehen, das erste sollte die Veröffentlichung von Archivmaterial aus den 1980er und 1990er Jahren sein. Nach einigen rechtlichen Schwierigkeiten, die die Eigentumsrechte an den Songs und die Frage, ob man sie unter dem Namen „Asia“ veröffentlichen dürfe, betrafen, wurde das Album schließlich drei Jahre später unter dem Titel Wetton/Downes veröffentlicht. Es enthält Demo-Aufnahmen von 1982 bis 1995, darunter auch einige Demos zu Asia-Stücken wie Oh! Carolann/Kari-Anne und Summer (inkl. Rock and Roll Dream Intro). Auf Kari-Anne sind auch der Schlagzeuger Michael Sturgis und der Gitarrist Scott Gorham zu hören, mit denen Wetton und Downes 1987 Asia erfolglos wiederzubeleben versucht hatten. Die CD ist zunächst nur in Japan erschienen und war kurzzeitig auch in den USA zu bekommen. Sie wird aus rechtlichen Gründen nicht mehr nachgepresst.
Die erneuerte Freundschaft zwischen Downes und Wetton löste Spekulationen über eine Wiedervereinigung der Originalbesetzung aus. Tatsächlich rückte diese im Dezember 1998 in den Bereich des Möglichen, da Greg Lake Emerson, Lake and Palmer verließ und Carl Palmer, der nun ohne eigene Verpflichtungen war, sofort Downes bezüglich einer erneuten Zusammenarbeit kontaktierte. Allerdings blieb Steve Howe weiterhin festes Yes-Mitglied und war nicht willens, sich Asia anzuschließen, so dass man sich nach einem Ersatz umsehen musste (gedacht war an Dave Kilminster). Weitere Schwierigkeiten ergaben sich durch Wettons fortdauernde Alkoholabhängigkeit und dadurch, dass Palmer darauf bestand, dass das neue Projekt ohne die Beteiligung Paynes stattfinden sollte. Downes dagegen bestand auf seiner Beteiligung, weil ihm eine Verschmelzung der beiden Asia-Besetzungen vorschwebte. Ihm blieb auch kaum etwas anderes übrig: Downes hatte aufgrund einer rechtlichen Angelegenheit einige Jahre vorher seine Rechte an dem Namen „Asia“ Payne überschrieben. Dieser hatte damit seinen, den Anteil Downes sowie den Palmers inne, da Palmer seinen Anteil 1991 an Downes überschrieben hatte, um ihm einen Neustart ohne rechtliche Probleme zu ermöglichen (Wetton hätte Aqua ansonsten mit einer gerichtlichen Intervention verhindert). Mit der Überschreibung des Downes’schen Anteils war auch der Palmers an Payne übergegangen. Payne akzeptierte darüber hinaus die finanzielle Abfindung nicht, die ihm angeboten wurde. Dazu kam, dass die finanziellen Vorstellungen der Gründungsmitglieder (50.000 US-Dollar pro Konzert für eine noch für 1999 geplante Tournee) in den Augen des Promoters Nick Caris überzogen waren. Eine Comeback-Tournee hätte zudem seiner Meinung nach nur in kleinen Hallen und auf US-Army-Stützpunkten stattfinden sollen, was die Musiker ablehnten. Downes sah nun ein, dass das Risiko, die Zusammenarbeit mit Payne (und damit die Band Asia) wegen einiger weniger Reunion-Konzerte aufs Spiel zu setzen, zu groß war, und machte einen Rückzieher. Wetton und Palmer ließen daraufhin wissen, dass sie bedauerten, dass eine Wiedervereinigung aufgrund finanzieller Schwierigkeiten geplatzt war. Sie entschieden sich in der Folge, zusammenzuarbeiten. Zusammen mit Kilminster und dem ehemaligen Asia-Keyboarder John Young gründeten sie die Cover-Band Qango, die Anfang 2000 einige Konzerte in England gab und sich noch im selben Jahr auflöste. Downes arbeitete zunächst an seinem vierten Solo-Album weiter.

### Aura(1999–2002)
Durch den gescheiterten Wiedervereinigungsversuch 1998/1999 hatten sich die Arbeiten am neuen Asia-Album verzögert. Während Downes noch sein Soloprojekt fertigstellte, fuhr Payne daher schon mit den Arbeiten am nächsten Asia-Album fort. Dazu gehörte, dass die Band ihre Geschäftsbeziehungen mit dem Manager Harry Cowell erneuerte, der sie bereits während der Aqua-Zeit betreut hatte. Cowell sagte sofort zu und sicherte Asia Mitte 1999 einen Vertrag mit Recognition Records, aufgrund der Demos zu Under the Gun, Come Make My Day und Hands of Time. Der Vertrag ermöglichte es, mit Simon Hanhart (Marillion, Arena, Tin Machine, Suicidal Tendencies) einen erfahrenen Produzenten zu engagieren und eine Reihe bekannter Musiker einzuladen.
Die Aufnahmesessions begannen im Juli in den bandeigenen Loco-Studios in Wales. Ian Crichton von Saga, der bereits am Songwriting beteiligt gewesen war, stieß für einige Zeit zu Payne und Downes hinzu und spielte einige Gitarrenparts ein. Downes konnte auch seinen Freund Steve Howe für zwei Stücke gewinnen, er ist auf Free und The Last Time zu hören. Ebenfalls auf Free spielte der Gitarrist Pat Thrall, der zwar bereits Mitglied der Band gewesen war, aber bis dato nur auf dem Live-Album Asia Live in MOCKBA zu hören gewesen war. Und auch Elliott Randall schaffte es, zum neuen Asia-Album beizutragen. Als Special Guests vorgesehen waren auch Queen-Gitarrist Brian May und Totos Steve Lukather, die eine Beteiligung jedoch nicht mit ihren Terminplänen vereinbaren konnten. Letzte Lücken füllte dafür der talentierte Nachwuchsgitarrist Guthrie Govan.
Als Schlagzeuger engagierte man Chris Slade (vorher bei Tom Jones, Manfred Mann’s Earth Band, David Gilmour, The Firm, AC/DC und anderen). Er spielte einige Songs ein, wurde dann jedoch krank, und Vinnie Colaiuta, der bereits für Sting und Frank Zappa gespielt hatte, sprang kurzfristig ein. Auf weiteren Stücken sind die Asia-Veteranen Simon Phillips und Michael Sturgis zu hören. Eine geplante Zusammenarbeit mit Carl Palmer dagegen kam nicht zustande.
Ein weiterer Musiker, der auf Aura zu hören ist, ist der Bassist Tony Levin.
Zusätzlich zu dieser Versammlung namhafter Musiker und ehemaliger Asia-Mitglieder engagierte Cowell Roger Dean für die Covergestaltung. Dieser zögerte zunächst, da sein Asia-Logo auf diesen Archiv-Veröffentlichungen benutzt worden war, ohne dass er dafür bezahlt worden wäre, willigte dann jedoch ein, zu dem neuen Album beizutragen.
Obwohl weder Downes noch Payne mit Hanharts Produktion zufrieden waren, lieferten sie im August 2000 das neue Album an Recognition. Zunächst war eine Veröffentlichung für den Herbst geplant, diese wurde jedoch auf 2001 verschoben, was den beiden die Gelegenheit gab, die Demos zu Under the Gun, Come Make My Day und Hands of Time zu überarbeiten und dem Album als Bonustracks hinzuzufügen.
Erst fünf Jahre nach Arena erschien dann das vierte Album des Downes/Payne-Teams, Aura, am 31. Januar 2001 in Japan und am 12. Februar in England. Doch trotz der Beteiligung so vieler namhafter Musiker, eines Covers von Roger Dean und einer anschließenden Tour in der Besetzung Downes, Payne, Slade und Govan durch Deutschland (mit Kansas), den Rest Europas, Japan und Nordamerika (mit The Outfield, Berlin, The Motels und The Fixx) wurde der Mainstream-Rock von Aura kein großer Erfolg. Zu anonym klangen die Beiträge der Gastmusiker und zu lange lagen die großen Erfolge Asias bereits zurück.
Im Jahr 2002 legten Downes und Payne als Asia eine Pause ein. Es erschien jedoch eine 4-CD-Box namens Quadra, die die Konzertmitschnitte aus Pittsburg, vom 4. April 2002, aus Worcester, vom 22. August 1983 und aus Frankfurt, vom 13. Dezember 1990 enthält.

### Silent Nation (2003–2004) und Icon
Erst 2003 nahmen Downes und Payne die Arbeit als Asia wieder auf. Da sie keine Tournee organisieren konnten, wandten sie sich an ihre Fans, die im Sommer Unplugged-Konzerte in den USA auf die Beine stellten – in kleinen Hallen, Pubs und Cafés. Diese Idee stellte sich im Nachhinein als Fehler heraus, weil das öffentliche Bild der Band dadurch eher gelitten hatte. Asia schienen endgültig am Ende zu sein.
Noch 2003 gingen Downes und Payne dann mit Govan und Slade erneut ins Studio, um an einem neuen Album zu arbeiten. Für Silent Nation überließ Downes erstmals Payne die alleinige Produktion. Doch auch Silent Nation (2004), von der letztlich stabilen Besetzung um Downes und Payne, Govan und Slade eingespielt, konnte nicht an den großen Erfolg der Frühphase anknüpfen, auch wenn man versucht hatte, mit dem Album den Bogen zurück zu den musikalischen Anfängen der Gruppe zu schlagen. Der große Erfolg blieb aus.

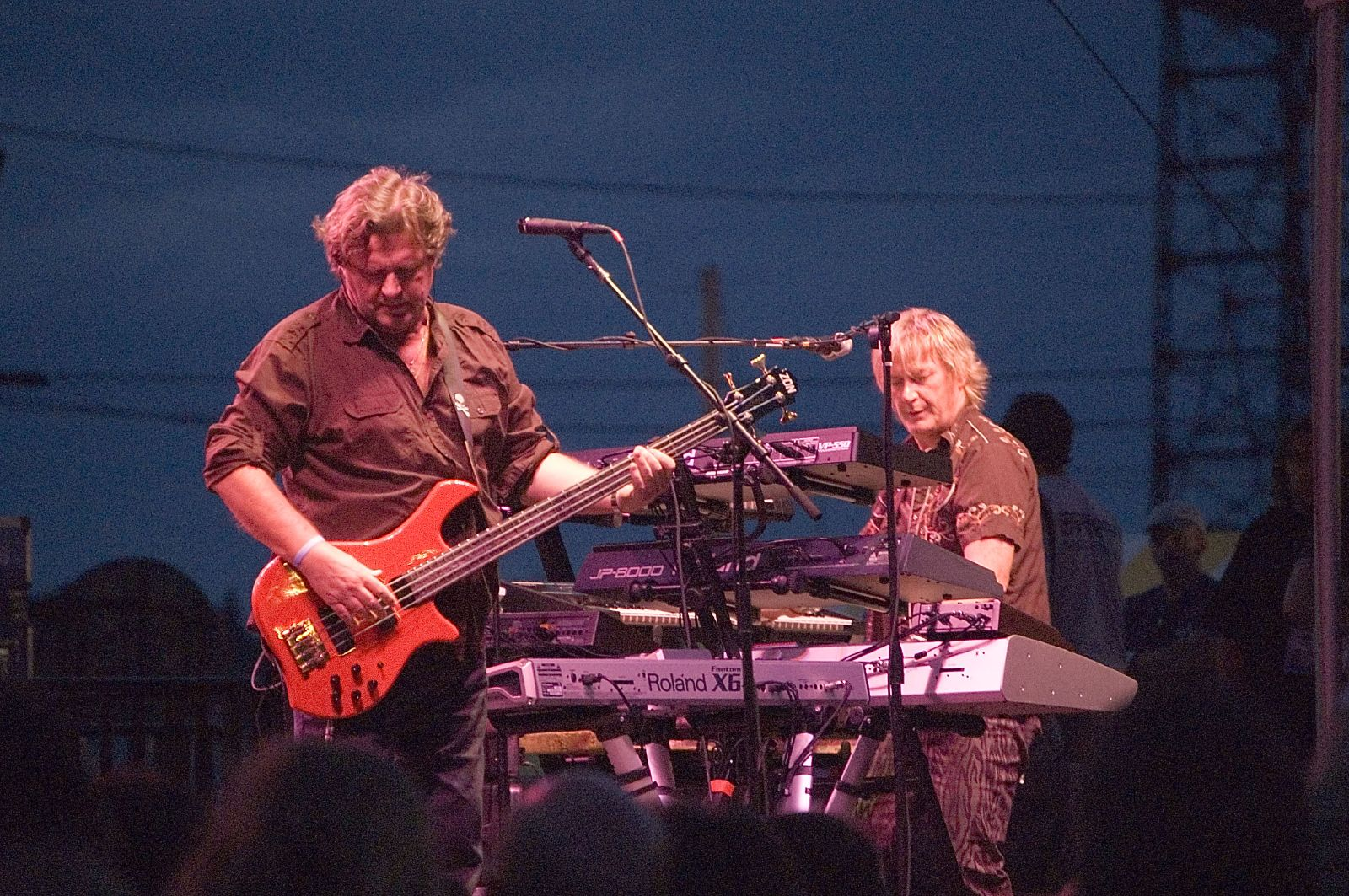
John Wetton und Geoff Downes live (2006)

Nach dem kommerziellen Scheitern auch dieses Albums ging Downes in Urlaub und erneuerte die anlässlich des Wetton/Downes-Albums neu angeknüpfte Zusammenarbeit mit John Wetton. Das wurde auch deshalb möglich, weil Wetton seit Juni 2005 ernsthaft seinen Alkoholismus bekämpfte. Er war seit dem 2. Juni dieses Jahres „trocken“. Seit dieser Zeit veröffentlichten die beiden unter dem Namen Icon drei Studio- und zwei Live-Alben; sie sahen dieses Bandprojekt als musikalisch völlig unabhängig von Asia an.

### Asia-Tournee 2005 und Architect of Time (Downes, Payne, Govan, Slade)
In der Besetzung Downes, Payne, Govan und Slade gingen Asia 2005 erneut auf Tournee. Die Konzertreihe startete im Januar in Deutschland, danach spielte die Band in anderen europäischen Ländern und in Nordamerika. Es war die längste Tournee seit Jahren, doch viele der Konzerte waren nur schlecht besucht. In den USA kamen teilweise nur 50 Fans in die Hallen. Die Frustration vor allem bei Downes erreichte ihren Höhepunkt, als die Band in Santa Barbara in einem Restaurant vor 30 Gästen spielte, die während des Konzertes zu Abend aßen.
Nach dem Ende der Tournee gingen Asia erneut ins Studio, um Songs für ihr nächstes Album zu schreiben, dessen Name mit Architect of Time angegeben wurde. Doch die Arbeit an diesem Album wurde durch eine unerwartete Entwicklung abgebrochen.

### Wiedervereinigung der Originalbesetzung (seit 2005)
Nach dem gescheiterten Anlauf 1999 kursierten immer wieder Gerüchte einer Wiedervereinigung der Asia-Urbesetzung. 2005 sollte Geoffrey Downes mit der Band White des Yes-Schlagzeugers Alan White, Steve Howe und der Band The Syn des Yes-Bassisten Chris Squire auf Tournee gehen. Es war geplant, zunächst Stücke der einzelnen Bands und danach Songs des Yes-Albums Drama zu spielen, auf dem auch Downes zu hören war. Diese Tournee kam jedoch nie zustande.
Dennoch ergab sich durch die Kontakte Downes’ zu Howe und Wetton Ende 2005 erneut die Chance, die Band mit den drei anderen Gründungsmitgliedern zu reformieren. Nach einigen telefonischen Vorgesprächen trafen sich die vier Gründungsmitglieder Downes, Howe, Palmer und Wetton zusammen mit Wettons Manager Martin Darvill am 5. Januar 2006 in einer Suite des Londoner Paddington Hilton Hotels, um über die Möglichkeit einer Wiedervereinigung zu sprechen. Anfängliche Zweifel über Wettons Gesundheitszustand konnten schnell ausgeräumt werden. Nach einem sehr emotionalen Gespräch war man sich einig, einen zweiten Anlauf zu wagen. Das Team um die vier Musiker ergänzten Darvill als Manager, der erfahrene Phil Carson, Bruce Pilato, der bereits mit ELP zusammengearbeitet hatte, als PR-Manager und Barbara Skydel von der William Morris Management-Agentur, die Asia bereits in den erfolgreichen 80er Jahren repräsentiert hatte. Carson war eine der wichtigsten Personen im Team: er hatte einige Zeit zuvor die Comebacks von Emerson, Lake and Palmer, Yes und Foreigner organisiert und war durch seine guten Kontakte in den USA dafür prädestiniert, Asia dort ein zweites Mal zu etablieren.
Die Wiedervereinigung der Originalbesetzung bedeutete für John Payne und die anderen Mitglieder das Aus. Das in Arbeit befindliche Asia-Projekt Architect of Time wurde auf Eis gelegt. Payne, Govan und Jay Schellen (Schlagzeug) – allesamt zur letzten Asia-Besetzung gehörig – brachten im August 2006 unter dem Namen GPS (die Initialen der drei Nachnamen) das Album Window to the Soul heraus. Seit Mai 2007 vermarktet Payne seine Arbeiten mit Asia (und mit GPS) unter dem Namen Asia featuring John Payne. Er veröffentlichte im Oktober desselben Jahres unter dem Titel Extended Versions die Liveaufnahme eines Asia-Konzerts aus dem Jahr 2005 (in der Besetzung Payne, Downes, Govan und Schellen) und plante in der Folge das Album Architect of Time fertigzustellen. Eine Veröffentlichung war für Frühjahr 2011 vorgesehen.
Am 7. August 2006 begannen die Proben für die Welttournee, die am 19. August in den USA startete. In der Zwischenzeit organisierte Bruce Pilato ein großes Medieninteresse (mit Radio- und Fernsehinterviews) vor allem in den USA. Ein Schlüssel zum Erfolg war es, dass die Compilation The Definitive Collection von Walmart in Broschüren beworben wurde, die an 75 Millionen Haushalte verteilt wurden.
Die Comeback-Tournee führte die Gruppe im August und September 2006 durch die USA, im November und Dezember durch Großbritannien. 2007 spielte die Band erneut in ihrem Heimatland, darüber hinaus auch in Japan, Südamerika und Deutschland. Beim Night-of-the-Prog-Festival auf der Loreley-Open-Air-Bühne spielten neben Asia u. a. Fish, Jethro Tull und IQ. Auf ihren Konzerten spielte die Band das gesamte Debütalbum, ergänzt durch einige Songs von Alpha und Stücke ihre früheren Bands: Roundabout (Yes), Fanfare for the Common Man (ELP), In the Court of the Crimson King (King Crimson) und Video Killed the Radio Star (The Buggles). Eine besondere Ergänzung war Ride Easy, die B-Seite der ersten Single Heat of the Moment.

### Comeback-Alben (Fantasia, Phoenix)
Im Mai 2007 begannen die Arbeiten an einem neuen Studioalbum der Band. Doch eine der Spätfolgen von Wettons Alkoholkrankheit hatte im Frühjahr 2007 zu einer nur zufällig entdeckten, durch Arteriosklerose ausgelösten koronaren Herzkrankheit geführt, die nach einer Periode der Ungewissheit im August desselben Jahres eine Herzoperation nötig machte. Der dreifache Bypass verlief gut, dennoch mussten für den Herbst angekündigte Asia- und Icon-Auftritte in Nordamerika und Europa bis auf Weiteres abgesagt werden.
Im Juli 2007 wurde die Live-Doppel-CD Fantasia mit Aufnahmen, die auf der Comeback-Tournee in Tokio mitgeschnitten worden waren, veröffentlicht. Die zugehörige, gleichnamige DVD erschien im September des gleichen Jahres.
Bis zum Herbst erarbeiteten Wetton und Downes neues Songmaterial und im Oktober begannen die ersten Aufnahmesessions für die zwölf Songs des neuen Albums, darunter An Extraordinary Life, in dem Wetton seine Erfahrungen der letzten Jahre verarbeitete, die Rock-Stücke Never Again und Nothing’s Forever, die Balladen Heroine und I Will Remember You und einige Stücke jenseits der 8-Minuten-Grenze. Anfang 2008 wurden die letzten Arbeiten am neuen Album fertiggestellt.
Anfang 2008 wurde auch Carl Palmer am Herzen operiert; wegen erblich verengter Blutgefäße wurde vorsorglich eine Angioplastie vorgenommen.
Das neue Album Phoenix, das die Band nach dem Tod Mike Stones selbst produzierte, wurde am 11. April 2008 veröffentlicht. Es erschien bei der italienischen Plattenfirma Frontiers Records, das Cover wurde erneut von Roger Dean gestaltet. Zudem fanden von März bis Mai desselben Jahres weitere Konzerte in England, den USA, Japan und Europa statt.

### Nach dem Comeback
Nach der Veröffentlichung von Phoenix und dem Ende der Comeback-Tournee im Mai 2008 wandten sich die Asia-Musiker zunächst ihren anderen Projekten zu. Carl Palmer tourte noch im Sommer desselben Jahres mit seiner Carl Palmer Band, Steve Howe reformierte das Steve Howe Trio (mit seinem Sohn Dylan Howe am Schlagzeug und Ross Stanley an der Hammond-Orgel, die bereits 2007 durch England getourt waren) für eine weitere Tournee durch sein Heimatland. Nach den Konzerten kehrte Howe zu seiner Stammband Yes zurück, die für 2009 ein neues Album ankündigte. Am 29. August 2009 kamen Asia zu einem Auftritt beim 7. Hammer Summer in Hamm (Westfalen) nach Deutschland.
Im April 2010 erschien das Album Omega. Die ebenfalls im April 2010 startende Europa-Tour führte Asia durch Italien, die Schweiz, Österreich, Frankreich, die Niederlande und Deutschland. Nachdem 2012 mit XXX bereits ein drittes Album erschienen war, veröffentlichte die Band 2014 das Album Gravitas, auf dem erstmals der neue Gitarrist Sam Coulson spielte. Gitarrist Steve Howe hatte Asia im Januar 2013 erneut verlassen.

### John Wettons Gesundheit
Für drei Jahre beeinträchtige ein Krebsleiden von John Wetton die Aktivitäten der Band. Anfang Dezember 2016 kündigte die Band zwölf Konzerte zusammen mit Journey in den USA ab Mitte März 2017 an. Ebenso wurde das Live-Album Symfonia: Live in Bulgaria 2013 angekündigt, das ein Konzert mit dem Plovdiv Philharmonic Orchestra enthält. Am 11. Januar 2017 erklärte John Wetton, dass er aufgrund seiner Chemotherapien an der Tour nicht teilnehmen könne und durch Billy Sherwood vertreten werde. Sherwood gehört wie Geoff Downes Yes an und wirkte bei Wettons Soloalbum Raised in Captivity mit. Am 31. Januar 2017 erlag Wetton dem Krebs.
Nach dem Tod von John Wetton tourten Geoff Downes und Carl Palmer mit Musikern wie Sam Coulson, Billy Sherwood, Ron „Bumblefoot“ Thal und Steve Howe als Gastkünstler. Eine geplante Tour mit Marc Bonilla als Sänger kam aufgrund der COVID-Pandemie jedoch nicht zustande.

### Nach John Wettons Tod
Im Sommer 2023 organisierte Geoff Downes ein Gedenkkonzert zu Ehren von John Wetton. Bei diesem Konzert lud er den erfahrenen Rockmusiker John Mitchell ein, der sowohl mit Wetton als auch mit Downes in der Band Icon und in Wettons eigener Band gespielt hatte. Mitchell übernahm die Leadgitarre, während der Neuling Harry Whitley, dessen Gesang bemerkenswert an Wettons Stimme erinnerte, ebenfalls auftrat. Gemeinsam spielten sie mehrere der größten Hits von Asia. Das Konzert wurde begeistert aufgenommen, und es wurde deutlich, dass eine besondere Magie in der Luft lag. Downes dachte, dass es vielleicht an der Zeit sei, die Lieder von Asia einem neuen Publikum näherzubringen.
Da Carl Palmer mit seinem Projekt „Return Of Emerson Lake & Palmer“ beschäftigt war und Steve Howe weiterhin die progressive Rockband Yes anführte, entschied sich Geoff Downes, eine neu formierte Version von Asia auf Tour zu schicken. Er rekrutierte John Mitchell und Harry Whitley als neue Mitglieder und holte den Schlagzeuger Virgil Donati, der einst mit Wetton in der Band UK gespielt hatte, in die Band. Die The Heat of the Moment Tour 2024 ist für Juli 2024 angesetzt und wird durch 21 Städte der USA führen.

## Stil
Das gesamte Werk der Band Asia bewegt sich im Rahmen der Rockmusik. Anklänge an Pop und Hard Rock sind zwar vorhanden, bleiben aber selten. Die stilistische Entwicklung ist allerdings durch eine allmähliche Veränderung auf den ersten drei Alben sowie einen Bruch zwischen Astra (1985) und Aqua (1992) geprägt.
Das erste Asia-Album war, bedingt durch die Strategie Geffens, stark am amerikanischen Mainstream-Rock-Markt orientiert. Vor allem Wetton, Downes und Stone, die diese Linie unterstützten, richteten ihr Augenmerk auf eingängige, radiotaugliche Melodien. Howes Beiträge dagegen waren noch stärker am Progressive Rock der 1970er Jahre orientiert (vgl. Here comes the Feeling, das strukturell nur wenig mit dem Pop/Rock der Zeit zu tun hat). Asia spielten auf ihren ersten drei Alben sogenannten „Stadion-Rock“ oder „Arena-Rock“, der im Amerika der 1980er-Jahre sehr erfolgreich wurde. Auffallend ist dabei das große Pathos einiger Melodieerfindungen, das vor allem auf John Wetton zurückgeht (Without You, My Own Time (I’ll Do What I Want), Go, Voice of America, Rock ’n’ Roll Dream, After the War) und ähnlichen Stücken der Gruppe Queen vergleichbar ist. Stark verzerrte Gitarrenklänge, aggressives Schlagzeugspiel und andere am Hard Rock oder Heavy Metal ausgerichtete Stilelemente fehlen. Die Gitarrensounds sind klar und die vielfältigen Keyboardklänge Downes’ dominieren.
Die Songs des ersten Albums waren dabei noch am stärksten vom Progressive Rock der 1970er Jahre geprägt. Einige seiner Stilelemente sind hier zu hören, etwa ungerade Takte, rhythmische Ambiguität, zahlreiche Rhythmuswechsel in kurzer Zeit, spieltechnische Virtuosität und eine ungewöhnliche Vielfalt an (v. a. Gitarren- und Keyboard-)Sounds (vgl. Asia). Im Vergleich zu späteren Alben der Band ohne Howe fallen vor allem die vielfach gesetzten ornamentalen Akzente des Gitarristen auf, die er meist zwischen die Verse Wettons platziert.
Diese Stilelemente traten auf Alpha (1983) und Astra (1985) nach und nach zurück. Es wurde spekuliert, ob dies und die damit einhergehende Entindividualisierung der Musik Asias der Grund für das stetige Schwinden des Erfolgs der Band war; das ist aber nicht zu belegen. Erhalten blieben jedoch die pathetischen Melodiebögen. Der Gesamtklang der Band entwickelte sich immer stärker hin zu einer Geschlossenheit, die differenzierte Arrangements wie auf dem Debütalbum nach und nach zurücktreten ließ.
Die Asia-Alben der Downes-Payne-Ära klingen im Vergleich dazu sehr anders. Auch wenn Downes Wert darauf legte, mit Steve Howe und Carl Palmer auf Aqua (1992) die Kontinuität zur ersten Bandphase zu betonen, fiel das Fehlen Wettons als Songwriter deutlich ins Gewicht. Die nun vorwiegend von Downes und Payne geschriebenen Stücke gingen stärker in die Richtung eines Mainstream-Hardrock amerikanischer Prägung. Erstmals waren bei Asia Blues und Rhythm-and-Blues-Elemente zu hören, wenn auch nur verhalten. An Wetton erinnerndes Pathos war nur noch selten zu hören (etwa auf Anytime von Aria, 1994). Die zahlreichen Umbesetzungen drückten sich im Gesamtsound der Band kaum aus; dies war bedingt durch die Dominanz Downes’ und Paynes, die Asia zunehmend als Duo-Projekt ansahen. Die zahlreichen Gastmusiker spielten meist vorher notierte Parts, die ihren individuellen Stil kaum zum Tragen kommen ließen.
Mit der Wiedervereinigung der Originalbesetzung im Jahr 2006 war ein neuer stilistischer Umbruch zu erwarten. Die Songs auf Phoenix lassen jedoch die melancholischen ebenso wie die pathetischen Melodien der klassischen Asia-Stücke vermissen. Das Reunion-Album enthält anstelle von Bombastrock und Powerballaden eher ruhige Midtemposongs ohne übermäßiges Pathos. Nach dem Tod Mike Stones fungierten Asia auf Phoenix zudem als ihre eigenen Produzenten. Die Wall-of-Sound-Produktion Stones wurde dabei nicht wieder aufgegriffen. Damit fehlen die massiv vervielfältigten Gesangslinien ebenso wie der starke Hall der Keyboard- und Schlagzeugsounds. Der Klang der Band ist deutlich näher an den Alben der 1990er Jahre als an dem der klassischen Asia-Alben.

## Diskografie

### Studioalben
| Jahr | Titel         | Höchstplatzierung, Gesamtwochen, AuszeichnungChartplatzierungen (Jahr, Titel, Platzierungen, Wochen, Auszeichnungen, Anmerkungen) | Höchstplatzierung, Gesamtwochen, AuszeichnungChartplatzierungen (Jahr, Titel, Platzierungen, Wochen, Auszeichnungen, Anmerkungen) | Höchstplatzierung, Gesamtwochen, AuszeichnungChartplatzierungen (Jahr, Titel, Platzierungen, Wochen, Auszeichnungen, Anmerkungen) | Höchstplatzierung, Gesamtwochen, AuszeichnungChartplatzierungen (Jahr, Titel, Platzierungen, Wochen, Auszeichnungen, Anmerkungen) | Höchstplatzierung, Gesamtwochen, AuszeichnungChartplatzierungen (Jahr, Titel, Platzierungen, Wochen, Auszeichnungen, Anmerkungen) | Anmerkungen                                              |
| Jahr | Titel         | DE | AT | CH | UK | US | Anmerkungen                                              |
| ---- | ------------- | --- | --- | --- | --- | --- | -------------------------------------------------------- |
| 1982 | Asia          | DE6 (34 Wo.)DE | AT13 (2 Wo.)AT | CH— GoldCH | UK11 Gold · (38 Wo.)UK | US1 ×4Vierfachplatin · (64 Wo.)US                                                                                                 | Erstveröffentlichung: 8. März 1982 Verkäufe: + 7.000.000 |
| 1983 | Alpha         | DE11 (16 Wo.)DE | — | CH18 (2 Wo.)CH | UK5 Silber · (11 Wo.)UK | US6 Platin · (25 Wo.)US | Erstveröffentlichung: 26. Juli 1983                      |
| 1985 | Astra         | DE48 (9 Wo.)DE | — | CH10 (11 Wo.)CH | UK68 (1 Wo.)UK | US67 (17 Wo.)US | Erstveröffentlichung: November 1985                      |
| 1992 | Aqua          | DE51 (11 Wo.)DE | — | CH20 (9 Wo.)CH | — | — | Erstveröffentlichung: 15. September 1992                 |
| 1994 | Aria          | DE89 (4 Wo.)DE | — | CH31 (6 Wo.)CH | — | — | Erstveröffentlichung: Mai 1994                           |
| 1996 | Arena         | — | — | CH50 (1 Wo.)CH | — | — | Erstveröffentlichung: 4. März 1996                       |
| 1997 | Archiva       | — | — | — | — | — | Erstveröffentlichung: 1997                               |
| 1999 | Rare          | — | — | — | — | — | Erstveröffentlichung: 1999                               |
| 2000 | Aura          | — | — | — | — | — | Erstveröffentlichung: 2000                               |
| 2004 | Silent Nation | DE77 (1 Wo.)DE | — | — | — | — | Erstveröffentlichung: 31. August 2004                    |
| 2008 | Phoenix       | DE58 (1 Wo.)DE | — | CH75 (1 Wo.)CH | — | US73 (1 Wo.)US | Erstveröffentlichung: 11. April 2008                     |
| 2010 | Omega         | DE56 (1 Wo.)DE | — | CH55 (2 Wo.)CH | — | — | Erstveröffentlichung: 23. April 2010                     |
| 2012 | XXX           | DE33 (2 Wo.)DE | — | CH43 (2 Wo.)CH | UK69 (1 Wo.)UK | US134 (1 Wo.)US | Erstveröffentlichung: 29. Juni 2012                      |
| 2014 | Gravitas      | DE51 (1 Wo.)DE | — | CH24 (1 Wo.)CH | UK92 (1 Wo.)UK | US159 (1 Wo.)US | Erstveröffentlichung: 21. März 2014                      |

grau schraffiert: keine Chartdaten aus diesem Jahr verfügbar

### Kompilationen und Livealben
| Jahr | Titel                                          | Höchstplatzierung, Gesamtwochen, AuszeichnungChartplatzierungen (Jahr, Titel, Platzierungen, Wochen, Auszeichnungen, Anmerkungen) | Höchstplatzierung, Gesamtwochen, AuszeichnungChartplatzierungen (Jahr, Titel, Platzierungen, Wochen, Auszeichnungen, Anmerkungen) | Höchstplatzierung, Gesamtwochen, AuszeichnungChartplatzierungen (Jahr, Titel, Platzierungen, Wochen, Auszeichnungen, Anmerkungen) | Höchstplatzierung, Gesamtwochen, AuszeichnungChartplatzierungen (Jahr, Titel, Platzierungen, Wochen, Auszeichnungen, Anmerkungen) | Höchstplatzierung, Gesamtwochen, AuszeichnungChartplatzierungen (Jahr, Titel, Platzierungen, Wochen, Auszeichnungen, Anmerkungen) | Anmerkungen                                                            |
| Jahr | Titel                                          | DE | AT | CH | UK | US | Anmerkungen                                                            |
| ---- | ---------------------------------------------- | --- | --- | --- | --- | --- | ---------------------------------------------------------------------- |
| 1990 | Then and Now                                   | — | — | CH39 (1 Wo.)CH | — | US114 Gold · (10 Wo.)US | Erstveröffentlichung: 14. August 1990 Kompilation mit vier neuen Songs |
| 2006 | The Definitive Collection                      | — | — | — | — | US183 (1 Wo.)US | Erstveröffentlichung: 12. September 2006                               |
| 2022 | Asia in Asia: Live at the Budokan, Tokyo, 1983 | DE40 (1 Wo.)DE | — | — | — | — | Erstveröffentlichung: 10. Juni 2022                                    |

Weitere Kompilationen und Livealben
- 1986: Aurora (Kompilation-EP, nur in Japan erschienen)
- 1991: Live in Moscow (Asia | Live | 09-XI-90 | Москва́) (Live)
- 1996: Archiva 1 (Outtakes und Demos)
- 1996: Archiva 2 (Outtakes und Demos)
- 1997: Live in Philadelphia
- 1997: Live in Osaka
- 1997: Live in Köln
- 1997: Live at the Town & Country Club
- 1997: Anthology
- 1997: Greatest Hits Live
- 1997: Archives: Best of 1988-1997
- 1999: Live Acoustic
- 1999: Axioms
- 2000: The Collection
- 2001: Universal Masters Collection
- 2001: Best of Live
- 2002: America: Live in the USA (Live)
- 2002: Alive in Hallowed Halls
- 2002: Quadra (4-CD-Box, die Konzertmitschnitte aus Pittsburg, vom 4. April 2002, aus Worcester, vom 22. August 1983 und aus Frankfurt, vom 13. Dezember 1990 enthält)
- 2003: Live in Buffalo
- 2004: Live in Massachusetts ‘83
- 2005: Enso Kai – Live at the Budokan Tokyo 1983
- 2005: Live in Zürich (CH)
- 2005: The Smile Has Left Your Eyes (2 CD-Set im Digipak, ADD 24 Bit/96 kHz High-End Mastering, enthält die Live-Alben Live In Moscow 1990 und Live in Massachusetts ’83, Label: Eagle Rock/Membran)
- 2007: Fantasia: Live in Tokyo
- 2014: High Voltage Live
- 2017: Symfonia (Live in Bulgaria 2013 – With The Plovdiv Opera Orchestra)

### Singles
| Jahr | Titel Album                        | Höchstplatzierung, Gesamtwochen, AuszeichnungChartplatzierungen (Jahr, Titel, Album, Platzierungen, Wochen, Auszeichnungen, Anmerkungen) | Höchstplatzierung, Gesamtwochen, AuszeichnungChartplatzierungen (Jahr, Titel, Album, Platzierungen, Wochen, Auszeichnungen, Anmerkungen) | Höchstplatzierung, Gesamtwochen, AuszeichnungChartplatzierungen (Jahr, Titel, Album, Platzierungen, Wochen, Auszeichnungen, Anmerkungen) | Höchstplatzierung, Gesamtwochen, AuszeichnungChartplatzierungen (Jahr, Titel, Album, Platzierungen, Wochen, Auszeichnungen, Anmerkungen) | Anmerkungen                              |
| Jahr | Titel Album                        | DE | CH | UK | US | Anmerkungen                              |
| ---- | ---------------------------------- | --- | --- | --- | --- | ---------------------------------------- |
| 1982 | Heat of the Moment Asia            | DE7 (17 Wo.)DE | CH2 (10 Wo.)CH | UK46 Silber · (5 Wo.)UK | US4 (18 Wo.)US | Erstveröffentlichung: 16. April 1982     |
| 1982 | Only Time Will Tell Asia           | DE50 (7 Wo.)DE | — | UK54 (3 Wo.)UK | US17 (14 Wo.)US | Erstveröffentlichung: Juli 1982          |
| 1982 | Sole Survivor Asia                 | DE75 (1 Wo.)DE | — | — | — | Erstveröffentlichung: 29. Oktober 1982   |
| 1983 | Don’t Cry Alpha                    | DE54 (7 Wo.)DE | — | UK33 (5 Wo.)UK | US10 (13 Wo.)US | Erstveröffentlichung: Juli 1983          |
| 1983 | The Smile Has Left Your Eyes Alpha | — | — | UK81 (2 Wo.)UK | US34 (13 Wo.)US | Erstveröffentlichung: Oktober 1983       |
| 1985 | Go Astra                           | — | — | — | US46 (11 Wo.)US | Erstveröffentlichung: November 1985      |
| 1990 | Days Like These Then and Now       | — | — | — | US64 (7 Wo.)US | Erstveröffentlichung: 12. September 1990 |

### Videoalben
- 1983: Asia in Asia (VHS/Laser Disc)
- 1990: Andromeda (VHS/DVD/Laser Disc; 2002 als Classic Rock Legends wiederveröffentlicht)
- 1990: Live in Moscow | 1990 (DVD)
- 2003: America: Live in the USA (DVD)
- 2004: Asia: 20th Century Masters (DVD)
- 2004: Making of Silent Nation (DVD)
- 2007: Fantasia: Live in Tokyo

## Auszeichnungen für Musikverkäufe
| Goldene Schallplatte - Australien - 1982: für das Album Asia - Frankreich - 1983: für das Album Asia Platin-Schallplatte - Japan - 1982: für das Album Asia - Kanada - 1983: für das Album Alpha | 3× Platin-Schallplatte - Kanada - 1983: für das Album Asia |

Anmerkung: Auszeichnungen in Ländern aus den Charttabellen bzw. Chartboxen sind in ebendiesen zu finden.
| Land/RegionAuszeichnungen für Musikverkäufe (Land/Region, Auszeichnungen, Verkäufe, Quellen) | Silber     | Gold     | Platin       | Verkäufe  | Quellen         |
| -------------------------------------------------------------------------------------------- | ---------- | -------- | ------------ | --------- | --------------- |
| Australien (ARIA)                                                                            | —          | Gold1    | —            | 20.000    | Einzelnachweise |
| Frankreich (SNEP)                                                                            | —          | Gold1    | —            | 100.000   | infodisc.fr     |
| Japan (RIAJ)                                                                                 | —          | —        | Platin1      | 200.000   | Einzelnachweise |
| Kanada (MC)                                                                                  | —          | —        | 4× Platin4   | 400.000   | musiccanada.com |
| Schweiz (IFPI)                                                                               | —          | Gold1    | —            | 25.000    | Einzelnachweise |
| Vereinigte Staaten (RIAA)                                                                    | —          | Gold1    | 5× Platin5   | 5.500.000 | riaa.com        |
| Vereinigtes Königreich (BPI)                                                                 | 2× Silber2 | Gold1    | —            | 360.000   | bpi.co.uk       |
| Insgesamt                                                                                    | 2× Silber2 | 5× Gold5 | 10× Platin10 |           |                 |